# Разградлян, Эрмине
Эрмине Разградлян (болг. Хермине Разградлян) или Эрмине Разкратлян (болг. Хермине Разкратлян); 15 мая 1926 — июль 1944) — болгарская партизанка армянского происхождения, известная как Саша (Сашко или Сашка), состояла в группе «Бойчо Огнянов» партизанской бригады «Чавдар». Член Рабочего молодёжного союза.

## Биография
Эрмине Разградлян родилась 26 мая 1926 года в Софии, в семье армян беженцев из Османской империи. Отец Даниэл Разградлян после переезда в Болгарию был учителем в школе. Именно он привил Эрминэ любовь к Родине и знаниям. Ввиду того что её семья не была богатой, Эрмине с раннего детства совмещала учёбу с работой на табачных складах. Являлась членом болгарского Рабочего молодёжного союза.
С началом второй мировой войны, в тайне от родителей, вступила в софийскую партизанскую бригаду «Чавдар», где быстро стала любимицей всей бригады. Партизанская бригада состояла из двух групп «Бачо Киро» и «Бойчо Огнянов». В последней командиром был Давид Елазар, к группе которого и была прикреплена Эрмине Разградлян
В составе отряда «Бойчо Огнянов», Эрмине с товарищами принимала участие во многих партизанских акциях. В марте 1944 года написала своей матери последнее письмо, которое заканчивала словами:

Любимая мама, знаю твоя Эрминэ причиняет тебе большую скорбь. Прости меня, что оставила тебя, отца родных, иначе не могла поступить. Что бы ни случилось со мной, не грусти. Ты должна гордиться, что твоя Эрминэ посвящает свою жизнь достижению свободы и счастья народа. Знаю, что наши страдания даром не пропадут.... И над Болгарией взойдет солнце свободы. Так сильно желаю увидеть этот прекрасный восход. Горячо целую Ваша Эрминэ

В 1944 году партизанская группа после одной из своих акций оказались в окружении. С боями прорвав кордон партизаны, преследуемые жандармерией ушли в горы. Выйдя в Жерково ущелье группа сделала кратковременный привал, после чего двинулась на восток по гребню Стара-Планина. 20 июня партизаны разбили лагерь у горы Свиштиплаз в районе Говедарци. Утром 24 июня мимо стоянки проходили крестьяне из близлежащего села. После разговора с ними группа не сменила лагерь, а ночью пошёл сильный дождь. Партизаны чтобы подсушить свои вещи были вынуждены разжечь костёр. Утром опустился густой туман, и по мере того, как он рассеивался, стало понятно что жандармы вычислили их и взяли группу в окружение. Первыми неожиданными выстрелами были убиты четыре человека. У костра, где собрались партизаны, началась яростная стрельба. Вырвавшись из окружения Эрмине Разградлян пошла по гребню на пик Баба-горы. Сашка, несколько дней уходя от погони, голодная и промёрзшая скиталась в одиночестве по болгарским горам. Измученная, она остановилась у корзины с хлебом в районе Попсалийска у города Етрополе. Её заметили отец и сын Попчелиевы и сообщили в жандармерию. Эрмине Разградлян арестовали и увезли в Етрополе, где она подвергалась жестоким избиениям и издевательствам, но так и не выдала необходимые жандармерии сведения. После её перевезли в Ботевград, но и там она не проронив ни слова, проявив отвагу и героизм, выдержала все истязания. Переломав напоследок ей все пальцы рук и ног, было решено её расстрелять. С этой целью её привезли в деревню Литаково, где и расстреляли (по другим версиям, она была либо повешена, либо после длительного избиения была заживо закопана).
Была с почестями похоронена 12 июля 1945 года.

## Память
Болгарская революционерка Мальвина Пычварова писала об Эрминэ Разградян следующее: «Её имя окружено прославленным венком мученицы — героини. Мы выражаем уважение к её бессмертной памяти и пусть вечно живут идеи, во имя которых она погибла». Сильва Капутикян сравнила подвиг Эрмине Разградян с подвигом её сверстницы Зое Космодемьянской, которая также после многочисленных пыток была убита немцами. Болгарский поэт и прозаик Веселин Андреев посвятил партизанке поэму «Сашка», где он изобразил героический конец жизни Эрмины Разградлян. Командир бригады «Чавдар» Добри Джуров, ставший впоследствии генералом армии и министром обороны Болгарии, в своей книге «Мургаш: Воспоминания», вспоминал Эрмине Разгладлян. Другой болгарский политик генерал-майор Желязко Колев, в воспоминаниях о партизанском движении и своём участии в чавдарской группе «Бачо Киро», вспоминая Эрмине отмечает что она была добродушной и храброй девочкой, но как партизан, она была молчалива и исполнительна
О своём знакомстве с Сашкой рассказывал известный болгарский сценарист и писатель Христо Ганев, который также, как и Эрмине, являлся одним из бойцов партизанской бригады «Чавдар».
На воинском мемориале в селе Литаково был воздвигнут памятник Эрмине Разградлян
В сентябре 2013 года вышла в свет автобиографическая книга болгарского юриста ветерана войны Стефана Цацова, в которой одна из глав называется «Когда партизанка Сашка попала в плен». В этой главе Цацов описывает встречу с молодой и красивой армянской девушкой Эрмине Разкратлян, пойманной жандармами и ожидающей своей участи в подвале

## Галерея

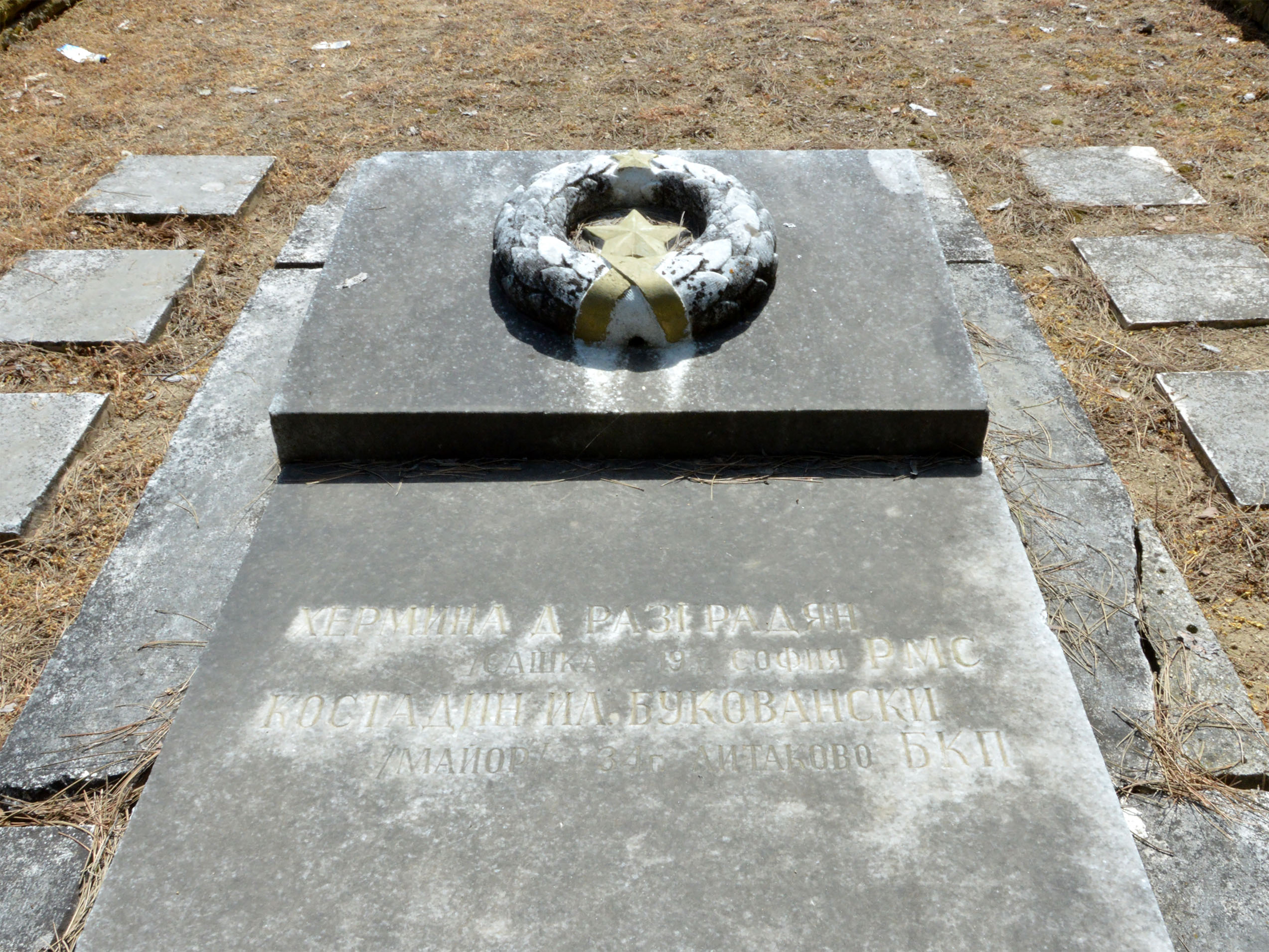
Надгробие Эрмине Разкратлян на воинском мемориале в Литаково
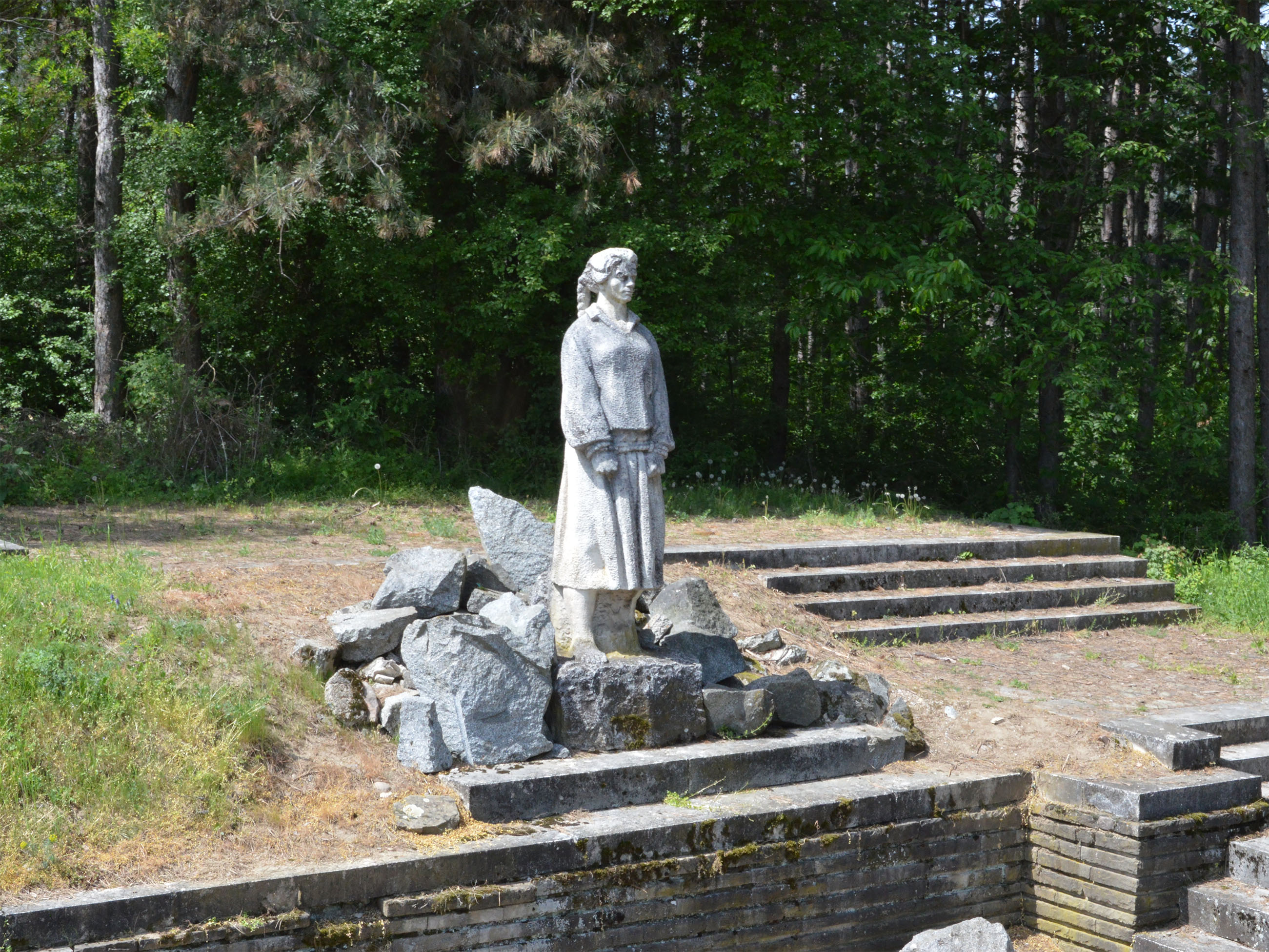
Памятник Эрмине Разкратлян на воинском мемориале в Литаково
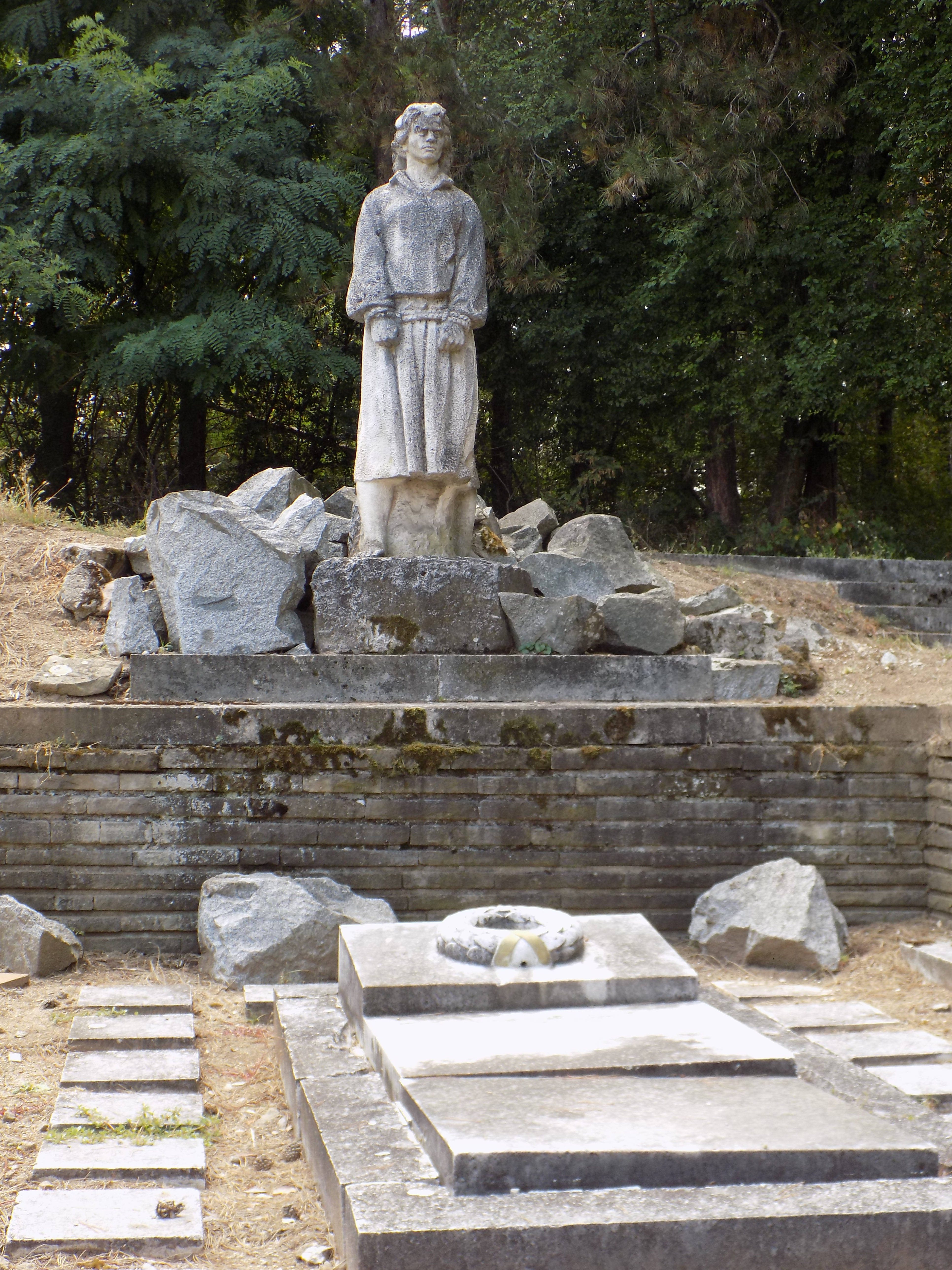

## Комментарии
1. ↑  Варианты написания имени — Герминэ Разкратлян[3][4], Эрмине Рагзрадян[5]; на болгарском в оригинале варианты — болг. Хермина Разградян; Хермине Разградлян, Хермине Таниел Разградлян[6]